# Epimer
Az epimer a sztereokémiában használt elnevezés, mely egy diasztereomer páros egyik tagját jelöli. A két epimer több sztereogén centruma közül mindössze az egyik vonatkozásában rendelkeznek ellentétes konfigurációval. A molekulákban az összes többi sztereogén centrum megegyezik. Epimerizációnak nevezik az epimerpáros tagjainak átalakulását (interkonverzióját) a másik epimerré.
A doxorubicin és az epirubicin két epimer, melyet gyógyszerhatóanyagként használnak.
|                                        |
| Doxorubicin–epirubicin összehasonlítás |

## Példák
A β-D-glükopiranóz és a β-D-mannopiranóz egymás epimerei, mivel kizárólag a C-2 szénatom (sztereogén centrum) konfigurációjában van köztük eltérés. A hidroxilcsoport a β-D-glükopiranóz esetén ekvatoriális (a gyűrű síkjában van), míg a β-D-mannopiranóz esetén axiális helyzetű (a gyűrű síkjára merőleges). Bár epimer ez a két molekula, de mivel nem egymás tükörképei, ezért nem enantiomerek. Továbbá nem is anomerek, mert az izoméria megjelenése nem az anomer szénatomhoz (C-1) köthető. Hasonlóképp a β-D-glükopiranóz és a β-D-galaktopiranóz is epimerek, melyek a C-4 pozícióban különböznek (az előbbi ekvatoriális, az utóbbi axiális helyzetű hidroxilcsoporttal rendelkezik).
|                  |                  |
| β-D-glükopiranóz | β-D-mannopiranóz |

Ha a két molekula a C-1 anomer szénatomhoz kapcsolódó hidroxilcsoport helyzetében különbözik egymástól, mint ahogy az fennáll az α-D-glükopiranóz és a β-D-glükopiranóz esetében, akkor a molekulák epimerek és anomerek is egyben (erre utal az α és β jelölés is).
|                  |                  |
| α-D-glükopiranóz | β-D-glükopiranóz |

További példák az epimerekre az epi-inozitol és az inozitol, illetve a lipoxin és az epilipoxin párosa.
|              |          |         |            |
| epi-Inozitol | Inozitol | Lipoxin | Epilipoxin |

## Epimerizáció
Az epimerizáció olyan kémiai folyamat, amelyben egy epimer átalakul a diasztereomer megfelelőjévé. Ez történhet például kondenzált tanninok depolimerizációja során. Az epimerizáció (mely általában lassú folyamat) spontán is bekövetkezhet, vagy lehet enzimek által katalizált. Utóbbira példa az N-acetilglükózamin és az N-acetilmannózamin között lezajló epimerizáció, amelyet reninkötő fehérje katalizál.
Gyógyszerészeti példák közé tartozik a metilfenidát eritro-izomereinek epimerizációja a farmakológiailag előnyös és alacsonyabb energiájú treo-izomerekké, valamint a tezofenzin nemkívánatos in vivo epimerizációja brazofenzinné.

## Fordítás
Ez a szócikk részben vagy egészben  az   Epimer című angol Wikipédia-szócikk ezen változatának fordításán alapul.  Az eredeti cikk szerkesztőit annak laptörténete sorolja fel. Ez a jelzés csupán a megfogalmazás eredetét és a szerzői jogokat jelzi, nem szolgál a cikkben szereplő információk forrásmegjelöléseként.